# Märzenbach (Jagst)
Der Märzenbach ist ein 4 km langer Bach im Hohenlohekreis im nordöstlichen Baden-Württemberg, der bei Mulfingen-Mittelberg von rechts und Osten in die Jagst mündet.

## Geographie

### Verlauf
Der Märzenbach entsteht auf der Hohenloher Ebene  ca. 1,2 km östlich von Mulfingen-Simprechtshausen am Nordrand des Walds Hegennest als Graben neben einem Grasweg. Er läuft zunächst nordwestlich neben Feldwegen und zwischen Feldern, bis er den Rand der L 1022 erreicht hat, die von Herrentierbach und  Alkertshausen im Osten herkommt und dann der sich sacht eintiefenden Talmulde des von nun an ungefähr westlich laufenden Bachs folgt. Dann erreicht er in seiner inzwischen wiesenerfüllten Mulde den Nordostrand des Mulfinger Dorfes Simprechtshausen und durchquert es. Die Landesstraße wechselt hier über ihn hinweg auf die rechte Talseite, an dieser Stelle liegt ein Kleinweiher von unter 0,1 ha Fläche im Lauf.
Gleich darauf, ab etwa 410 m ü. NN, stürzt der Märzenbach seine steile und in den oberen zwei Dritteln bewaldete Muschelkalkklinge hinab, ein weniger als 1,8 km langer, blockreicher Laufabschnitt, auf dem er 110 Meter an Höhe verliert. Die L 1022 zieht hier am rechten Hang langsamer zu Tale und biegt am Klingenausgang entlang dem Jagsttalhang italabwärts in Richtung Mulfingen. Im wieder flacheren Klingenauslauf am rechten Jagsttalhang passiert der Märzenbach den Wohnplatz Mittelberg und wird von der dem Jagsttal hier auf dem rechten unteren Hang folgenden L 1025 überquert. Anschließend läuft der Bach noch einen halben Kilometer weit nach Nordwesten über den lang ausgezogenen rechten Jagsttalhang und mündet dann, weitere etwa 20 Meter tiefer, nach einem Lauf von etwa 4,0 km, von rechts in die mittlere Jagst, etwa über einen Kilometer, bevor diese den Ortsrand Mulfingens erreicht.

### Einzugsgebiet
Der Märzenbach hat ein 3,3 km² großes Einzugsgebiete. Es erstreckt sich in Ost-West-Richtung knapp 4 km weit, quer dazu hat es meist eine Breite von unter 1 km, mit einer Verdickung im Osten und einer späten Auskeilung zur Mündung im Westen. Benachbarte Einzugsgebiete sind die des größeren Roggelshäuser Baches im Norden und Osten, auf einem kleinen Abschnitt im Südosten des ebenfalls größeren Rötelbaches sowie im Süden und Südwesten des kurzen Lausenbachs, der dem Märzenbach fast parallel und ebenso wie die anderen zur Jagst läuft.
Der höchste Punkt im Einzugsgebiet liegt an seiner Südostspitze im Hegennest an einem Waldwegestern auf 465 m ü. NHN. Im Nordosten werden an der Grenze zweimal Höhen über 460 m ü. NHN erreicht. Im ganzen Bereich der Hochebene liegt das Terrain außer am Rand des Jagsttales im Westen fast immer über 430 m ü. NHN, in dieses fällt es dann rapide ab.
Der gesamte Bachlauf liegt auf der Gemeindegemarkung von Mulfingen und fast das ganze Einzugsgebiet, ausgenommen nur 15–16 ha unbewohnten Waldes im Hegennest, die zu Blaufelden im Landkreis Schwäbisch Hall gehören.
Der größere Teil des Einzugsgebietes liegt in offener Flur, davon wiederum ist der überwiegende Teil Ackerland. Die einzigen Siedlungsplätze sind das Dorf Simprechtshausen, das sich wie eine linksseits dickere Zwinge um die oberste Klinge des Baches legt, und ein Teil des kleinen Wohnplatzes Mittelberg, der auf einem den rechten Jagsttalhang hinunterlaufendem Rücken zwischen den nahen Hangmulden von Märzenbach im Norden und Lausenbach im Süden steht.

### Zuflusssystem
Der Märzenbach hat nur einen leidlich bedeutenden Grabenzufluss. Er entsteht an der Nordwestspitze des Hegennestes auf ebenfalls knapp 450 m ü. NN und mündet dem Märzenbach nach rund 450 Metern entlang von Feldwegen am Rande der L 1022 zu, wo dieser selbst erst etwa 700 Meter lang ist. Beide Läufe fallen in ihren oberen Abschnitten oft trocken.

## Natur und Umwelt
Etwa ab dem Klingeneintritt des Baches gehört das Märzenbachtal dem über 54 km² großen Landschaftsschutzgebiet Jagsttal mit Nebentälern und angrenzenden Gebieten zwischen Kreisgrenze Schwäbisch Hall und Gemeindegrenze Krautheim/Schöntal an. Ab hier folgen dem Bach auch geschützte Biotope. Am rechten unteren Jagsttalhang über dem Unterlauf zeugen Steinriegelbiotope von früherem Weinanbau.